# Global Defence Force
A Global Defence Force (THE地球防衛軍2; Hepburn: Chikyū Bōeigun 2), vagy más néven Earth Defense Force 2 egy PlayStation 2-es third-person shooter videójáték, melyet a Sandlot fejlesztett. A játék eredetileg Csikjú Bóeigun 2 címen jelent meg Japánban a D3 Publisher gondozásában, a Simple 2000 csökkentett árvonalú játékvonal 81. tagjaként. A játék később Európában is megjelent az Essential Games, egy a D3 Publisher által alapított cég kiadásában, amely a Simple 2000 sorozat tagjait volt hivatott megjelentetni Európában.
A játékosok egy földi katona szerepét ölthetik magukra, hogy felvegyék a harcot a hatalmas rovarok és robotokkal szemben.
2011. április 7-én Japánban megjelent a játék PlayStation Portable verziója Earth Defense Force 2 Portable címmel, amit 2014 decemberében egy PlayStation Vita port követett Earth Defense Force Portable V2 címmel. A PlayStation Vita-verzió az XSEED Games kiadásában Észak-Amerikában is megjelent Earth Defense Force 2: Invaders from Planet Space címmel.

## Játékmenet
A játék egy third-person shooter nagy játékterekkel, mecha és hatalmas rovarokból álló ellenséghullámokkal. A játékosok vagy egy gyalogos katona (Storm-1) vagy egy jetpackkel felszerelt egység (Pale Wing) szerepét ölthetik magukra. Előbbi hagyományos fegyvereket, így gépkarabélyokat és mesterlövész puskákat, sörétes puskákat vagy rakéta-meghajtású gránátokat, míg utóbbi energiaalapú fegyvereket használ. A játék legtöbb küldetésében a játékosnak az összes jelenlévő ellenséget el kell pusztítania, kezdve a korai pályákon fellelhető hatalmas hangyáktól az óriási gyík ellenségekig. Néhány küldetés során néhány jármű, így harckocsik, helikopterek és lebegő motorbiciklik is vezethetőek, azonban ezeket csak a Storm-1 egység képes használni.
A játékban összesen 300 különböző fegyverzet érhető el a két szereplő között, de a játékosok egyszerre legfeljebb kettőt cipelhetnek magukkal a küldetések során. A fegyvereket az ellenségek által elhullajtott tárolók felvételével lehet megnyitni. A játék során felvett tárolók mindegyike egy véletlenszerű fegyvert ad a szereplőknek, a két példányban szereplő fegyverek egyike eldobásra kerül. Páncélchipeket és egészségügyi csomagokat is elhullajthatnak az ellenségek, amelyek megnövelik az adott szereplő életcsíkját vagy visszatöltik az elvesztett életpontokat.
A Global Defence Force-ban összesen 71 küldetés található 7 helyszínre lebontva, az első küldetés például Londonban játszódik. Öt nehézségi szint érhető el minden küldetésénél. Egy fél érem jár egy küldetés teljesítése után minden nehézségi szinten, szereplőként. Ugyanazon pálya a másik szereplővel való teljesítése után a játékos megkapja az érme másik felét is. Miután a játékos összegyűjtötte az összes érmét az összes küldetésnél megnyílik a „lehetetlen” (Impossible) mód.

## Fogadtatás
| Szerző       | Értékelés     |
| ------------ | ------------- |
| Edge         | 8/10[forrás?] |
| G4           | 3/5           |
| Gamestyle    | 8/10          |
| Games Asylum | 8/10          |

A Global Defence Force kis sajtófigyelmet kapott nyugaton, azonban a kevés értékelés nagy része pozitív volt. Colin Whiteside, a Gamestyle tesztelője szerint „két táborba tartozhatsz: akik már megtapasztalták a Csikjú Bóeigun („Earth Defence Force”) sorozatot, vagy akik most azonnal hagyják abba az olvasást és vegyék meg ezen csodálatos, csodálatos játékok egyikét.” Games Asylum Matt Gandere szerint a Global Defence Force „a PlayStation 2 egyik legjobb csökkentett árvonalú vétele.”
A D3 Publisher 2007-es Simple Series díjátadója során a játék platina díjban részesült, mivel több, mint 200 000 példányt adtak el belőle Japánban a 2006-os pénzügyi év alatt. A Global Defense Force volt az egyetlen Simple Series-játék, amely ekkora eladást tudott produkálni 2006-ban.